# Displotera beloni
Displotera beloni is een keversoort uit de familie zwamkevers (Endomychidae). De wetenschappelijke naam van de soort werd in 1899 gepubliceerd door Erich Wasmann.